# فيشيشتادفايتا

صورة تمثيلية للفيلسوف الهندي Sri Ramanujacharya الرائد في مدرسة فيشيشتادفايتا فيدانتا الفلسفية.

فيشيشتادفايتا (Viśiṣṭādvaita Vedānta باللغة السنسكريتية विशिष्टाद्वैत) هي إحدى مدارس الفلسفة الهندوسية والتي تتبع في مفاهيمها الفايشنافية، وهي مدرسة فرعية من فيدانتا. تعني الكلمة فيشيشت أدفايتا حرفياً باللغة السنسكريتية أدفايتا المتفرّد، وفيها إشارة إلى أدفايتا والتي تقول باللامثنوية، أي أن الجسد والروح كل واحد حيث يوجد البراهمان فقط، ولكن مع وجود صفات تسم بالتعدد، بالتالي يمكن تصنيفها على أنها من مدارس الأحادية (الواحدية).
من أشهر رواد مدرسة فيشيشتادفايتا الفيلسوف رامنوغا (أو Sri Ramanujacharya)، على الرغم من أن هذا المذهب كان قد ظهر قبله، لكنه فهم مبادئه وفسر نصوص الأوبانيشاد والبهاغافاد غيتا والبراهما سوترا Brahma Sutras على أن الكل الواحد يمكن أن يكون متعدداً.

## اقرأ أيضاً
- فايشنافية
- أدفايتا